# Angiopteris fokiensis
Angiopteris fokiensis là một loài dương xỉ trong họ Marattiaceae. Loài này được Hieron. mô tả khoa học đầu tiên năm 1919.